# Frumentella
Frumentella es un género de foraminífero bentónico de la subfamilia Wedekindellininae, de la familia Fusulinidae, de la superfamilia Fusulinoidea, del suborden Fusulinina y del orden Fusulinida. Su especie tipo es Frumentella exempla. Su rango cronoestratigráfico abarca el Moscoviense (Carbonífero superior).

## Discusión
Clasificaciones más recientes incluyen Frumentella en la subclase Fusulinana de la clase Fusulinata.

## Clasificación
Frumentella incluye a las siguientes especies:
- Frumentella exempla †
- Frumentella stewarti †